# 漢斯·黎格
約翰尼斯·彼得·黎格（德語：Johannes Peter Riegel，1923年3月10日—2013年10月15日），小名漢斯·黎格（Hans Riegel），是德國企業家，生於波恩，是小熊軟糖的發明者。2013年，《富比世》（Forbes）雜誌估計他的身價29億美元，為德國第32大富豪。

## 生平
其父親於1920年於波恩創建哈瑞寶（Haribo）公司，依據19世紀前歐洲市集和馬戲團常見的跳舞熊，設計出小熊軟糖，並首度於1922年販售。
第二次世界大戰結束後，因其父親於1945年過世，漢斯及其弟在1946年接手經營公司。
1951年，漢斯·黎格於波恩大学取得博士學位。

## 外部連結
- 哈瑞寶公司官方網站 （页面存档备份，存于）